# Luz

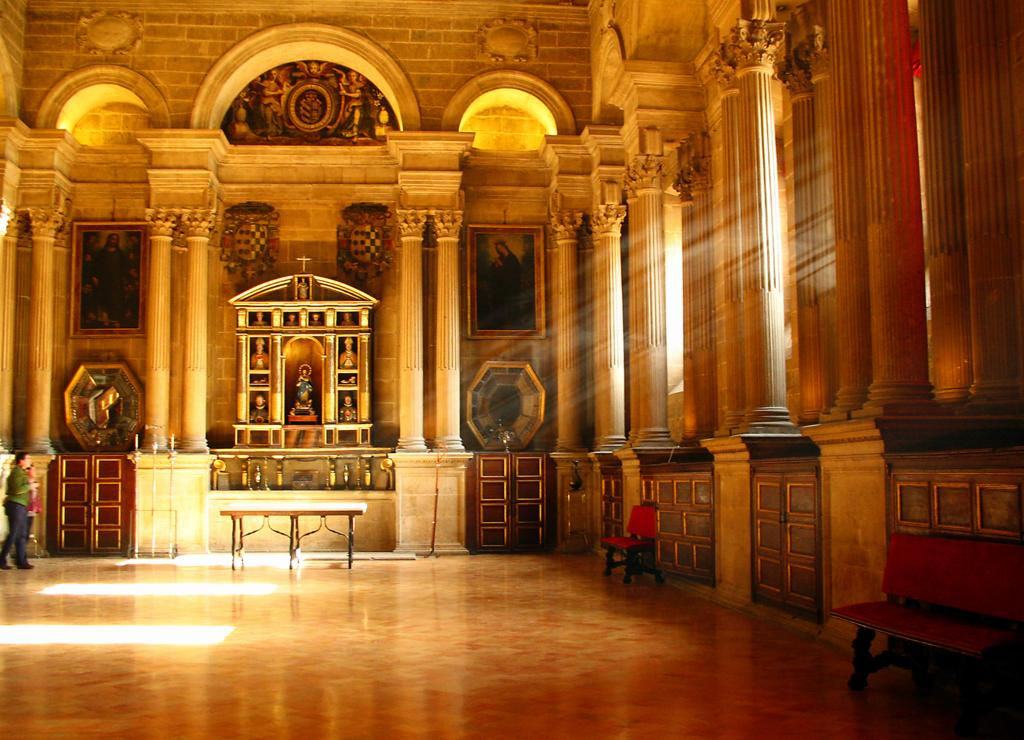
Luz solar penetrando en la Sacristía de la catedral de Jaén, España.

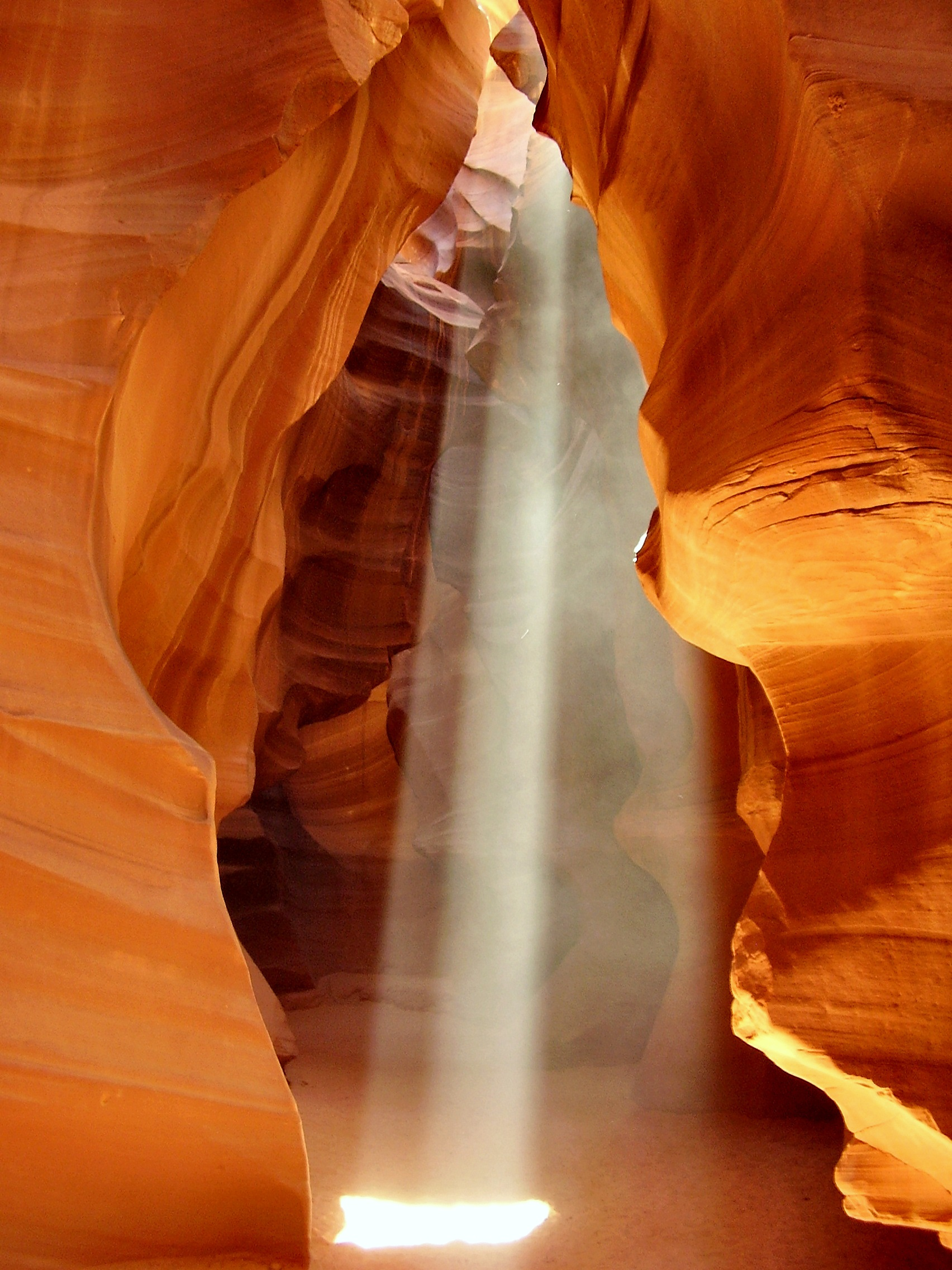
Rayo de luz solar dispersado por partículas de polvo en el cañón del Antílope, en Estados Unidos.

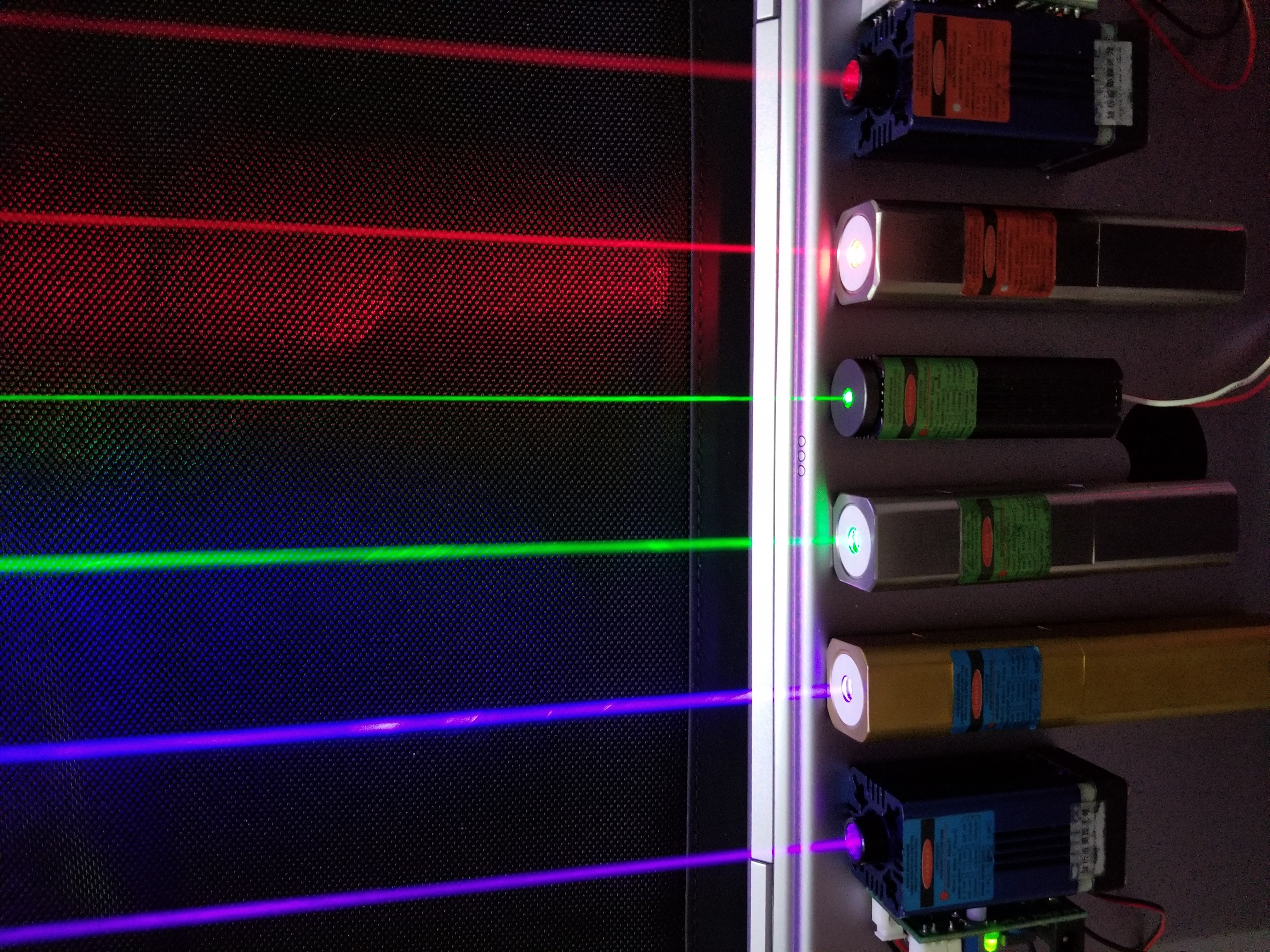
Láseres.

La luz (del latín lux, lucis) es la parte de la radiación electromagnética que puede ser percibida por el ojo humano. En física, el término luz se considera una onda electromagnética oscilante o en movimiento que nos permite ver objetos, como parte del campo de las radiaciones conocido como espectro electromagnético, mientras que la expresión luz visible señala específicamente la radiación en el espectro visible. La luz, como todas las radiaciones electromagnéticas, está formada por partículas elementales desprovistas de masa denominadas fotones, cuyas propiedades de acuerdo con la dualidad onda-partícula explican las características de su comportamiento físico. En ocasiones, la luz oscila en una orientación particular y se le llama luz polarizada la cual es indistinguible de la no polarizada para el ojo humano. Se trata de una onda esférica.
La óptica es la rama de la física que estudia el comportamiento de la luz, sus características y sus diferentes manifestaciones.

## Velocidad finita
Se ha demostrado de manera teórica y experimental que la luz tiene una velocidad finita. La primera medición con éxito fue hecha por el astrónomo danés Ole Roemer en 1676 y desde entonces numerosos experimentos han mejorado la precisión con la que se conoce el dato. Actualmente el valor exacto aceptado para la velocidad de la luz en el vacío es de 299 792 458 m/s.
La velocidad de la luz al propagarse a través de la materia es menor que a través del vacío y depende de las propiedades dieléctricas del medio y de la energía de la luz. La relación entre la velocidad de la luz en el vacío y en un medio se denomina índice de refracción del medio: {\displaystyle n={\frac {c}{v}}}.

La línea amarilla muestra el tiempo que tarda la luz en recorrer el espacio entre la Tierra y la Luna, alrededor de 1.26 segundos.

## Refracción

En esta ilustración se muestra la descomposición de la luz al atravesar un prisma.

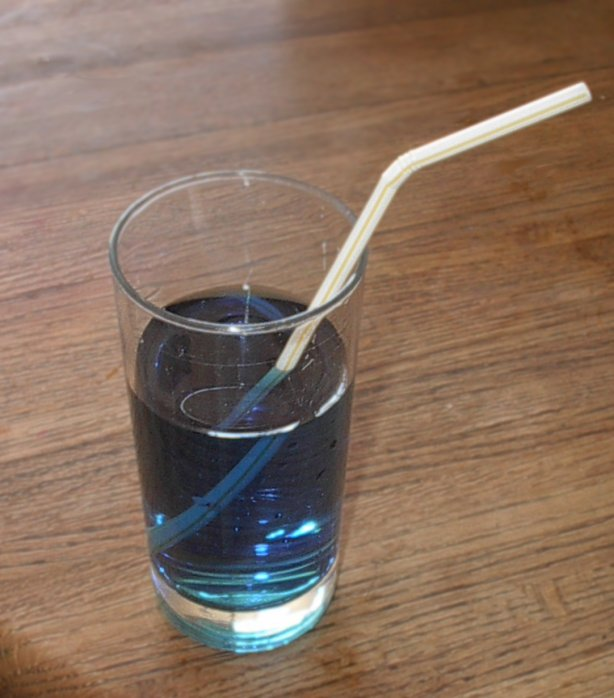
Ejemplo de la refracción. La pajita parece partida, por la refracción de la luz al paso desde el líquido al aire.

La refracción es la variación brusca de dirección que sufre la luz al cambiar de medio. Este fenómeno se debe a que la luz se propaga a diferentes velocidades según el medio por el que viaja. El cambio de dirección es mayor cuanto mayor es el cambio de velocidad, ya que la luz recorre mayor distancia en su desplazamiento por el medio en que va más rápido. La ley de Snell relaciona el cambio de ángulo con el cambio de velocidad por medio de los índices de refracción de los medios.
Como la refracción depende de la energía de la luz, cuando se hace pasar luz blanca o policromática a través de un medio con caras no paralelas, como un prisma, se produce la separación de la luz en sus diferentes componentes (colores) según su energía, en un fenómeno denominado dispersión refractiva. Si el medio tiene las caras paralelas, la luz se vuelve a recomponer al salir de él.
Ejemplos muy comunes de la refracción es la ruptura aparente que se ve en un lápiz al introducirlo en agua o el arcoíris.

## Propagación y difracción

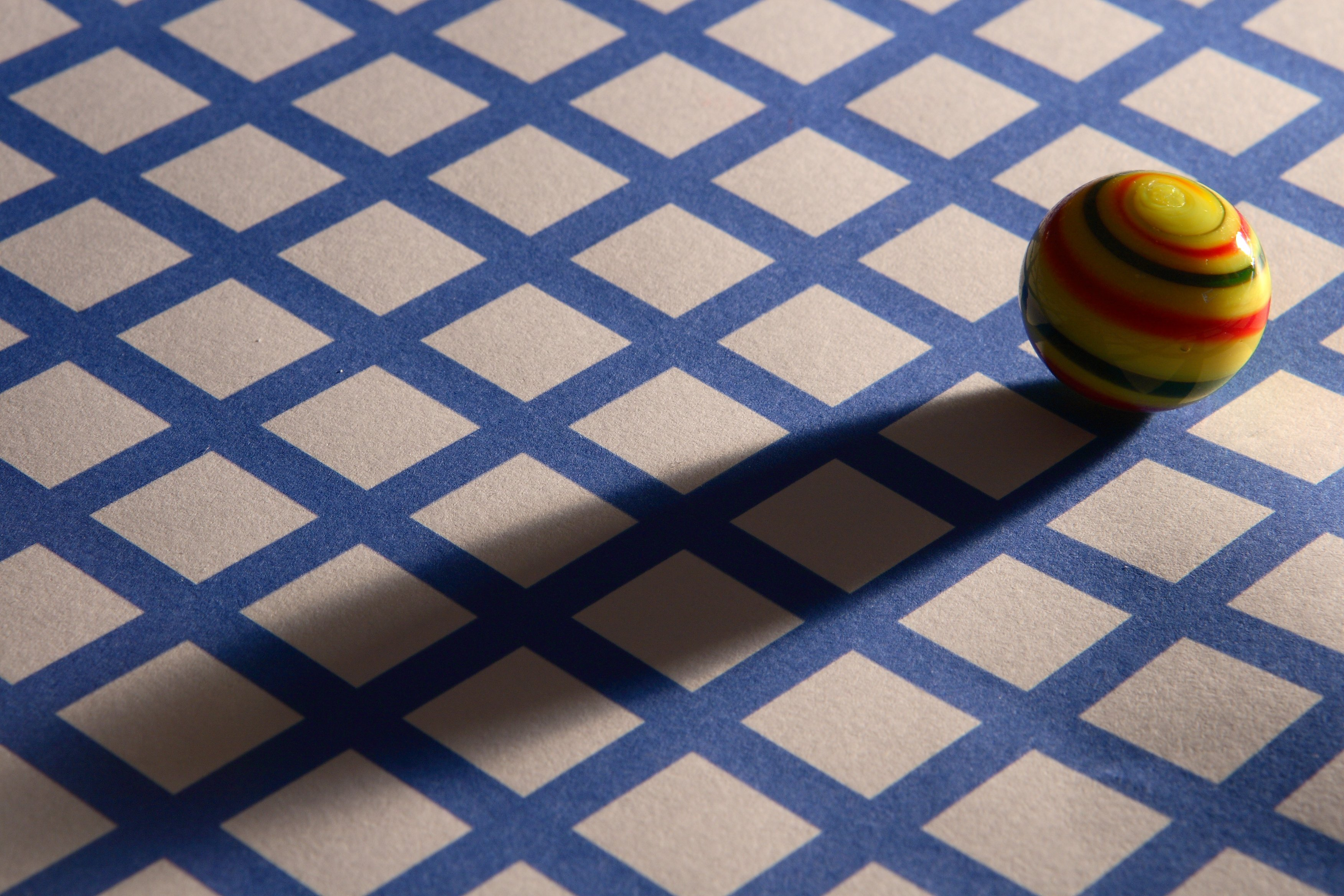
Sombra de una canica.

Una de las propiedades de la luz más evidentes a simple vista es que se propaga en línea recta. Lo podemos ver, por ejemplo, en la propagación de un rayo de luz a través de ambientes polvorientos o de atmósferas saturadas. La óptica geométrica parte de esta premisa para predecir la posición de la luz, en un determinado momento, a lo largo de su transmisión.

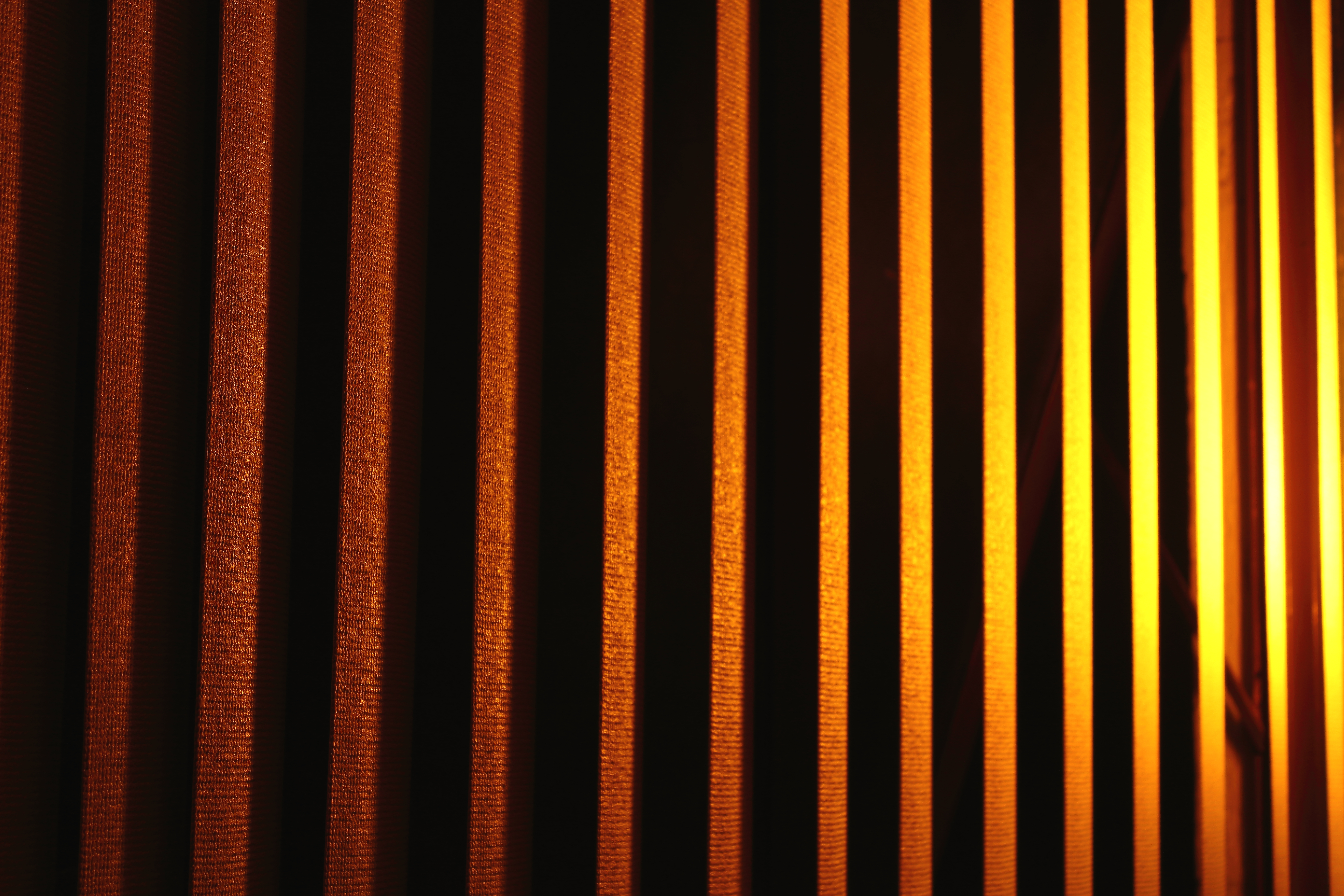
Luz en la persiana.

De la propagación de la luz y su encuentro con objetos surgen las sombras. Si interponemos un cuerpo opaco en el camino de la luz y a continuación una pantalla, obtendremos sobre ella la sombra del cuerpo. Si el origen de la luz o foco se encuentra lejos del cuerpo, de tal forma que, relativamente, sea más pequeño que el cuerpo, se producirá una sombra definida. Si se acerca el foco al cuerpo surgirá una sombra en la que se distinguen una región más clara denominada penumbra y otra más oscura llamada umbra.
Sin embargo, la luz no siempre se propaga en línea recta. Cuando la luz atraviesa un obstáculo puntiagudo o una abertura estrecha, el rayo se curva ligeramente. Este fenómeno, denominado difracción, es el responsable de que al mirar a través de un agujero muy pequeño todo se vea distorsionado o de que los telescopios y microscopios tengan un número de aumentos máximo limitado.

## Interferencia

Experimento de Young.

La forma más sencilla de estudiar el fenómeno de la interferencia es con el denominado experimento de Young que consiste en hacer incidir luz monocromática que significa de un solo color en una pantalla que tiene una rendija muy estrecha. La luz difractada que sale de dicha rendija se vuelve a hacer incidir en otra pantalla con una doble rendija. La luz procedente de las dos rendijas se combina en una tercera pantalla produciendo bandas alternativas claras y oscuras.
El fenómeno de las interferencias se puede ver también de forma natural en las manchas de aceite sobre los charcos de agua o en la cara con información de los discos compactos; ambos tienen una superficie que, cuando se ilumina con luz blanca, la difracta, produciéndose una cancelación por interferencias, en función del ángulo de incidencia de la luz, de cada uno de los colores que contiene, permitiendo verlos separados, como en un arcoíris.

## Reflexión y dispersión

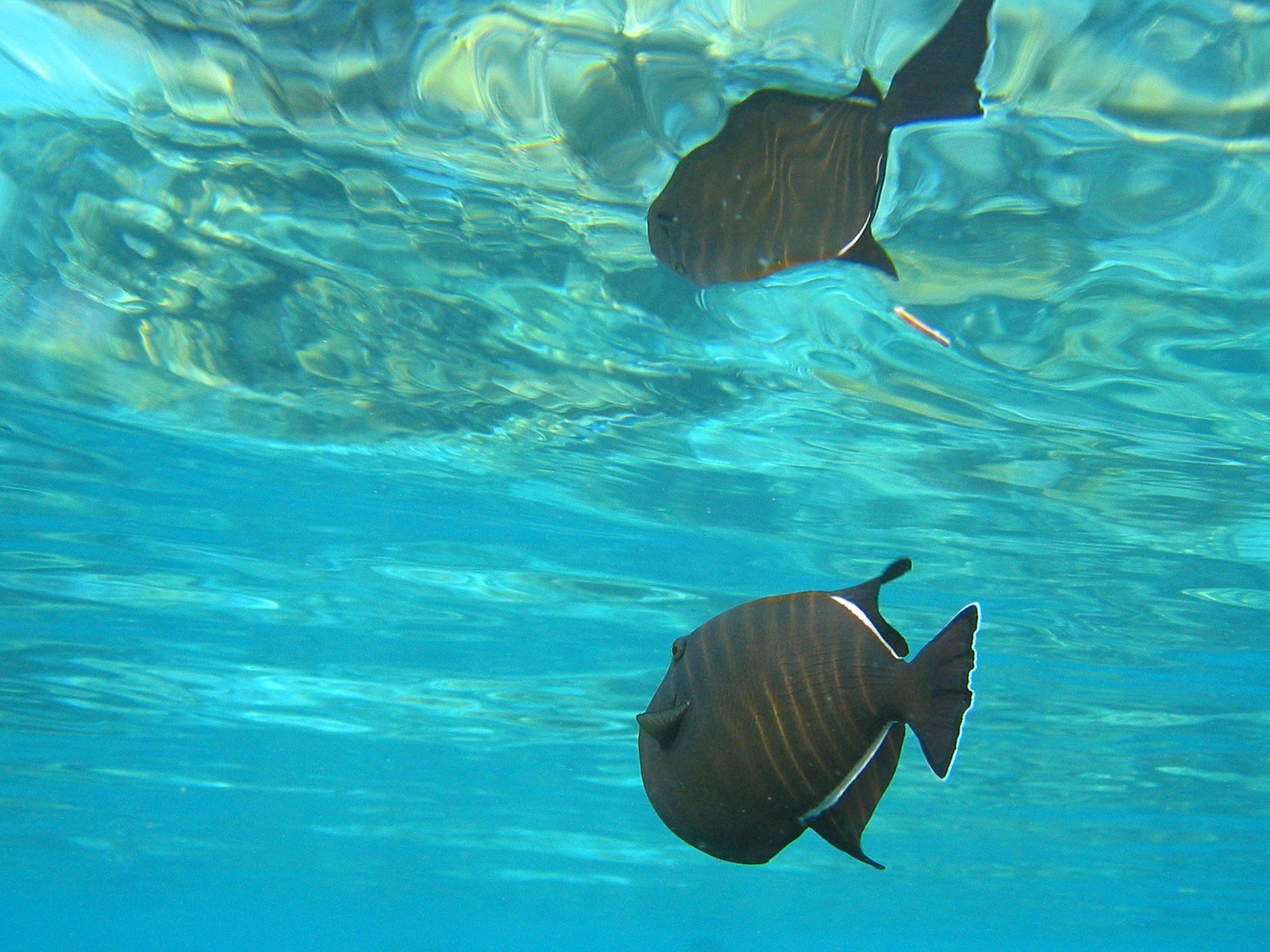
Pez ballesta reflejado.

Al incidir la luz en un cuerpo, la materia de la que está constituido retiene unos instantes su energía y a continuación la reemite en todas las direcciones. Este fenómeno es denominado reflexión. Sin embargo, en superficies ópticamente lisas, debido a interferencias destructivas, la mayor parte de la radiación se pierde, excepto la que se propaga con el mismo ángulo que incidió. Ejemplos simples de este efecto son los espejos, los metales pulidos o el agua de un río (que tiene el fondo oscuro).
La luz también se refleja por medio del fenómeno denominado reflexión interna total, que se produce cuando un rayo de luz, intenta salir de un medio en que su velocidad es más lenta a otro más rápido, con un determinado ángulo. Se produce una refracción de tal modo que no es capaz de atravesar la superficie entre ambos medios reflejándose completamente. Esta reflexión es la responsable de los destellos en un diamante tallado.
En el vacío, la velocidad es la misma para todas las longitudes de onda del espectro visible, pero cuando atraviesa sustancias materiales la velocidad se reduce y varía para cada una de las distintas longitudes de onda del espectro, este efecto se denomina dispersión. Gracias a este fenómeno podemos ver los colores del arcoíris. El color azul del cielo se debe a la luz del sol dispersada por la atmósfera. El color blanco de las nubes o el de la leche también se debe a la dispersión de la luz por las gotitas de agua o por las partículas de grasa en suspensión que contienen respectivamente.

## Polarización

Polarizador.

El fenómeno de la polarización se observa en unos cristales determinados que individualmente son transparentes. Sin embargo, si se colocan dos en serie, paralelos entre sí y con uno girado un determinado ángulo con respecto al otro, la luz no puede atravesarlos. Si se va rotando uno de los cristales, la luz empieza a atravesarlos alcanzándose la máxima intensidad cuando se ha rotado el cristal 90° sexagesimales respecto al ángulo de total oscuridad.
También se puede obtener luz polarizada a través de la reflexión de la luz. La luz reflejada está parcial o totalmente polarizada dependiendo del ángulo de incidencia. El ángulo que provoca una polarización total se llama ángulo de Brewster.
Muchas gafas de sol y filtros para cámaras incluyen cristales polarizadores para eliminar reflejos molestos.

## Efectos químicos
Algunas sustancias al absorber luz, sufren cambios químicos; utilizan la energía que la luz les transfiere para alcanzar los niveles energéticos necesarios para reaccionar, para obtener una conformación estructural más adecuada para llevar a cabo una reacción o para romper algún enlace de su estructura (fotólisis).
La fotosíntesis en las plantas, que generan azúcares a partir de dióxido de carbono, agua y luz; la síntesis de vitamina D en la piel; la ruptura de dihalógenos con luz en las reacciones radicalarias o el proceso de visión en el ojo, producido por la isomerización del retinol con la luz, son ejemplos de reacciones fotoquímicas. El área de la química encargada del estudio de estos fenómenos es la fotoquímica.

## Aproximación histórica

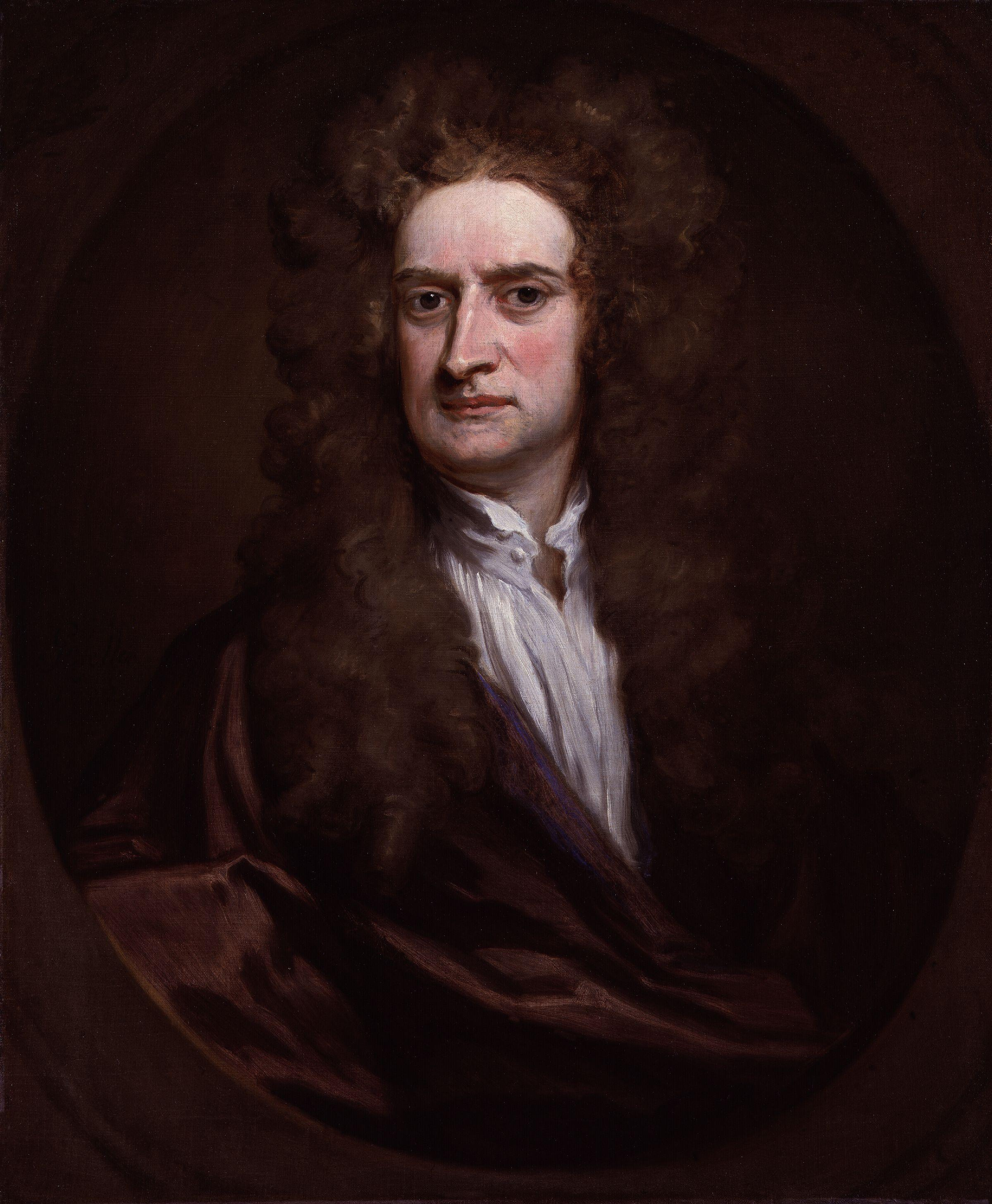
Isaac Newton.

A principios del siglo XVIII era creencia generalizada que la luz estaba compuesta de pequeñas partículas. Fenómenos como la reflexión, la refracción y las sombras de los cuerpos, se podían esperar de torrentes de partículas. Isaac Newton demostró que la refracción estaba provocada por el cambio de velocidad de la luz al cambiar de medio y trató de explicarlo diciendo que las partículas aumentaban su velocidad al aumentar la densidad del medio. La comunidad científica, consciente del prestigio de Newton, aceptó su teoría corpuscular.

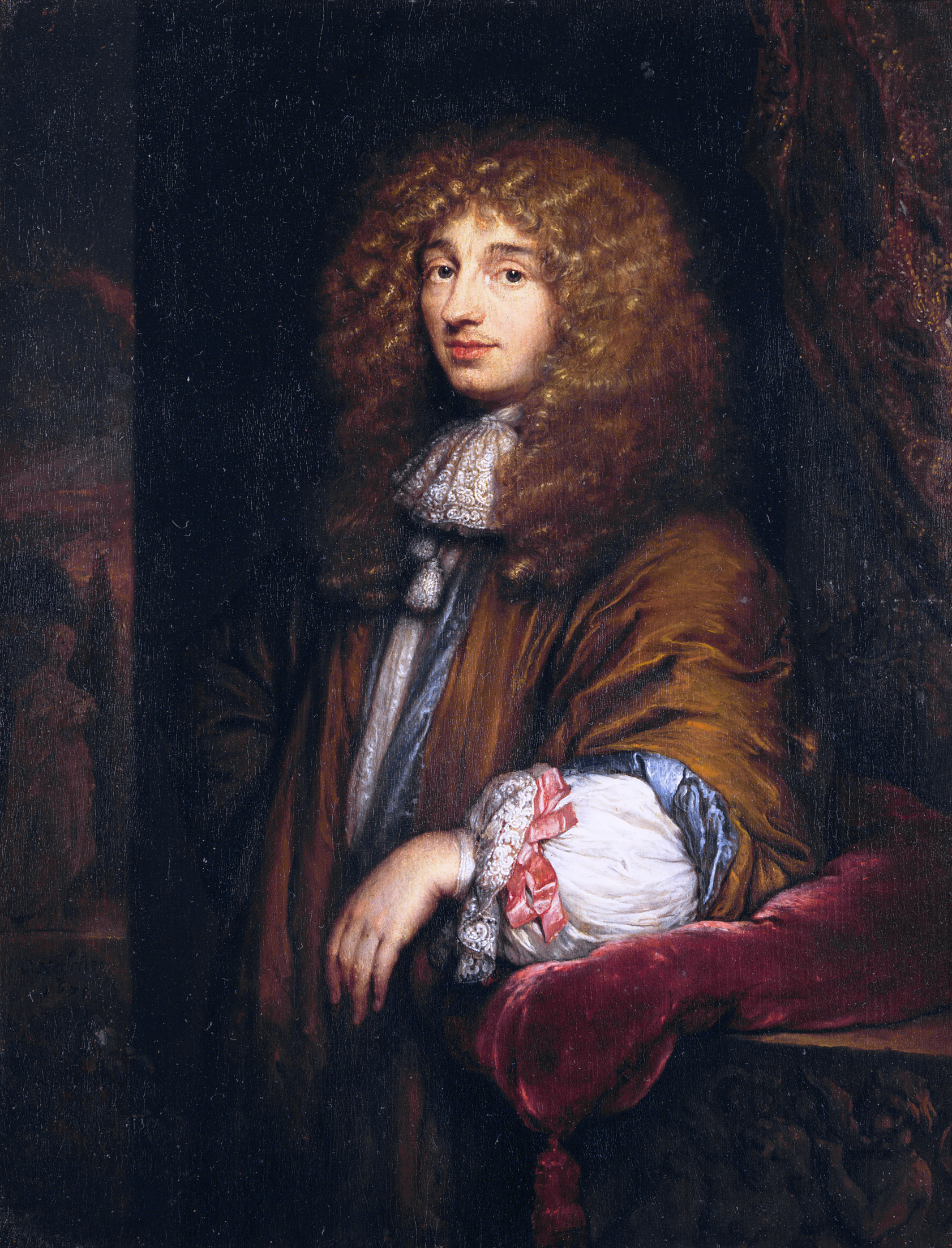
Christiaan Huygens.

En la cuneta quedaba la teoría de Christian Huygens que en 1678 propuso que la luz era un fenómeno ondulatorio que se transmitía a través de un medio llamado éter. Esta teoría quedó olvidada hasta la primera mitad del siglo XIX, cuando Thomas Young solo era capaz de explicar el fenómeno de las interferencias, suponiendo que la luz fuese en realidad una onda. Otros estudios de la misma época explicaron fenómenos como la difracción y la polarización teniendo en cuenta la teoría ondulatoria.
El golpe final a la teoría corpuscular pareció llegar en 1848, cuando se consiguió medir la velocidad de la luz en diferentes medios y se encontró que variaba de forma totalmente opuesta a como lo había supuesto Newton. Debido a esto, casi todos los científicos aceptaron que la luz tenía una naturaleza ondulatoria. Sin embargo, todavía quedaban algunos puntos por explicar, como la propagación de la luz a través del vacío, ya que todas las ondas conocidas se desplazaban usando un medio físico, y la luz viajaba incluso más rápido que en el aire o el agua. Se suponía que este medio era el éter del que hablaba Huygens, pero nadie lo conseguía encontrar.

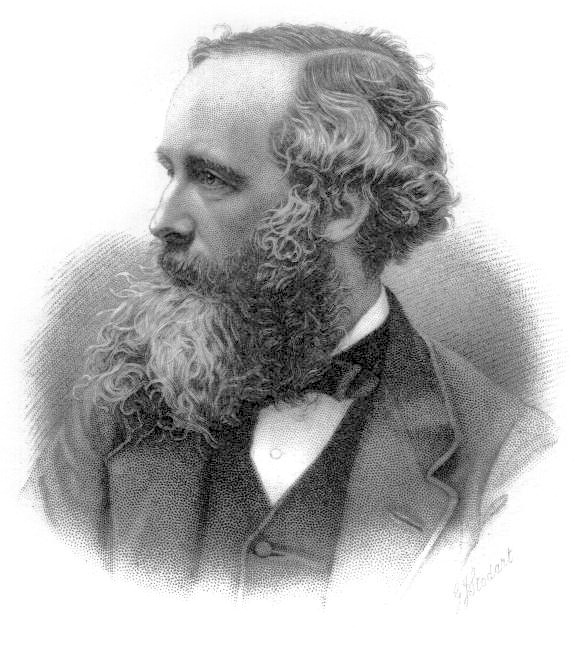
James Clerk Maxwell.

En 1845, Michael Faraday descubrió que el ángulo de polarización de la luz se podía modificar aplicándole un campo magnético (efecto Faraday), proponiendo dos años más tarde que la luz era una vibración electromagnética de alta frecuencia. James Clerk Maxwell, inspirado por el trabajo de Faraday, estudió matemáticamente estas ondas electromagnéticas y se dio cuenta de que siempre se propagaban a una velocidad constante, que coincidía con la velocidad de la luz, y de que no necesitaban medio de propagación, ya que se autopropagaban. La confirmación experimental de las teorías de Maxwell eliminó las últimas dudas que se tenían sobre la naturaleza ondulatoria de la luz.
No obstante, a finales del siglo XIX, se fueron encontrando nuevos efectos que no se podían explicar suponiendo que la luz fuese una onda, como, por ejemplo, el efecto fotoeléctrico, esto es, la emisión de electrones de las superficies de sólidos y líquidos cuando son iluminados. Los trabajos sobre el proceso de absorción y emisión de energía por parte de la materia solo se podían explicar si uno asumía que la luz se componía de partículas. Entonces la ciencia llegó a un punto muy complicado e incómodo: se conocían muchos efectos de la luz, sin embargo, unos solo se podían explicar si se consideraba que la luz era una onda, y otros solo se podían explicar si la luz era una partícula.
El intento de explicar esta dualidad onda-partícula, impulsó el desarrollo de la física durante el siglo XX. Otras ciencias, como la biología o la química, se vieron revolucionadas ante las nuevas teorías sobre la luz y su relación con la materia.

## Naturaleza de la luz
La luz presenta una naturaleza compleja: depende de cómo la observemos se manifestará como una onda o como una partícula. Estos dos estados no se excluyen, sino que son complementarios (véase dualidad onda corpúsculo). Sin embargo, para obtener un estudio claro y conciso de su naturaleza, podemos clasificar los distintos fenómenos en los que participa según su interpretación teórica:

### Teoría ondulatoria

#### Descripción
Esta teoría, desarrollada por Christiaan Huygens, considera que la luz es una onda electromagnética, consistente en un campo eléctrico que varía en el tiempo generando a su vez un campo magnético y viceversa, ya que los campos eléctricos variables generan campos magnéticos (ley de Ampère) y los campos magnéticos variables generan campos eléctricos (ley de Faraday). De esta forma, la onda se autopropaga indefinidamente a través del espacio, con campos magnéticos y eléctricos generándose continuamente. Estas ondas electromagnéticas son sinusoidales, con los campos eléctrico y magnético perpendiculares entre sí y respecto a la dirección de propagación.
Para poder describir una onda electromagnética podemos utilizar los parámetros habituales de cualquier onda:
- Amplitud (A): Es la longitud máxima respecto a la posición de equilibrio que alcanza la onda en su desplazamiento.
- Periodo (T): Es el tiempo necesario para el paso de dos máximos o mínimos sucesivos por un punto fijo en el espacio.
- Frecuencia (ν): Número de oscilaciones del campo por unidad de tiempo. Es una cantidad inversa al periodo.
- Longitud de onda (λ): Es la distancia lineal entre dos puntos equivalentes de ondas sucesivas.
- Velocidad de propagación (V): Es la distancia que recorre la onda en una unidad de tiempo. En el caso de la velocidad de propagación de la luz en el vacío, se representa con la letra c.

La velocidad, la frecuencia, el periodo y la longitud de onda están relacionadas por las siguientes ecuaciones:
{\displaystyle v=\lambda \cdot \ f={\frac {\lambda }{T}}}

#### Fenómenos ondulatorios
Algunos de los fenómenos más importantes de la luz se pueden comprender fácilmente si se considera que tiene un comportamiento ondulatorio.
El principio de superposición de ondas nos permite explicar el fenómeno de la interferencia: si juntamos en el mismo lugar dos ondas con la misma longitud de onda y amplitud, si están en fase (las crestas de las ondas coinciden) formarán una interferencia constructiva y la intensidad de la onda resultante será máxima e igual a dos veces la amplitud de las ondas que la conforman. Si están desfasadas, habrá un punto donde el desfase sea máximo (la cresta de la onda coincida exactamente con un valle) formándose una interferencia destructiva, anulándose la onda. El experimento de Young, con sus rendijas, nos permite obtener dos focos de luz de la misma longitud de onda y amplitud, creando un patrón de interferencias sobre una pantalla.
Las ondas cambian su dirección de propagación al cruzar un obstáculo puntiagudo o al pasar por una abertura estrecha. Como recoge el principio de Fresnel - Huygens, cada punto de un frente de ondas es un emisor de un nuevo frente de ondas que se propagan en todas las direcciones. La suma de todos los nuevos frentes de ondas hace que la perturbación se siga propagando en la dirección original. Sin embargo, si por medio de una rendija o de un obstáculo puntiagudo, se separa uno o unos pocos de los nuevos emisores de ondas, predominará la nueva dirección de propagación frente a la original.

Onda propagándose a través de una rendija.

La difracción de la luz se explica fácilmente si se tiene en cuenta este efecto exclusivo de las ondas. La refracción, también se puede explicar utilizando este principio, teniendo en cuenta que los nuevos frentes de onda generados en el nuevo medio, no se transmitirán con la misma velocidad que en el anterior medio, generando una distorsión en la dirección de propagación:

Refracción de la luz según el principio de Huygens.

Otro fenómeno de la luz fácilmente identificable con su naturaleza ondulatoria es la polarización. La luz no polarizada está compuesta por ondas que vibran en todos los ángulos, al llegar a un medio polarizador, solo las ondas que vibran en un ángulo determinado consiguen atravesar el medio, al poner otro polarizador a continuación, si el ángulo que deja pasar el medio coincide con el ángulo de vibración de la onda, la luz pasará íntegra, si no solo una parte pasará hasta llegar a un ángulo de 90° entre los dos polarizadores, donde no pasará nada de luz.

Dos polarizadores en serie.

Este efecto, además, permite demostrar el carácter transversal de la luz (sus ondas vibran en dirección perpendicular a la dirección de propagación).
El efecto Faraday y el cálculo de la velocidad de la luz, c, a partir de constantes eléctricas (permitividad, {\displaystyle \varepsilon _{0}}) y magnéticas (permeabilidad, {\displaystyle \mu _{0}}) por parte de la teoría de Maxwell:
{\displaystyle c={\frac {1}{\sqrt {\varepsilon _{0}\mu _{0}}}}}
confirman que las ondas de las que está compuesta la luz son de naturaleza electromagnética. Esta teoría fue capaz, también, de eliminar la principal objeción a la teoría ondulatoria de la luz, que era encontrar la manera de que las ondas se trasladasen sin un medio material.

### Teorías corpusculares

#### Descripción
La teoría corpuscular estudia la luz como si se tratase de un torrente de partículas sin carga y sin masa llamadas fotones, capaces de transportar todas las formas de radiación electromagnética. Esta interpretación resurgió debido a que, la luz, en sus interacciones con la materia, intercambia energía solo en cantidades discretas (múltiplos de un valor mínimo) de energía denominadas cuantos. Este hecho es difícil de combinar con la idea de que la energía de la luz se emita en forma de ondas, pero es fácilmente visualizado en términos de corpúsculos de luz o fotones.

#### Fenómenos corpusculares

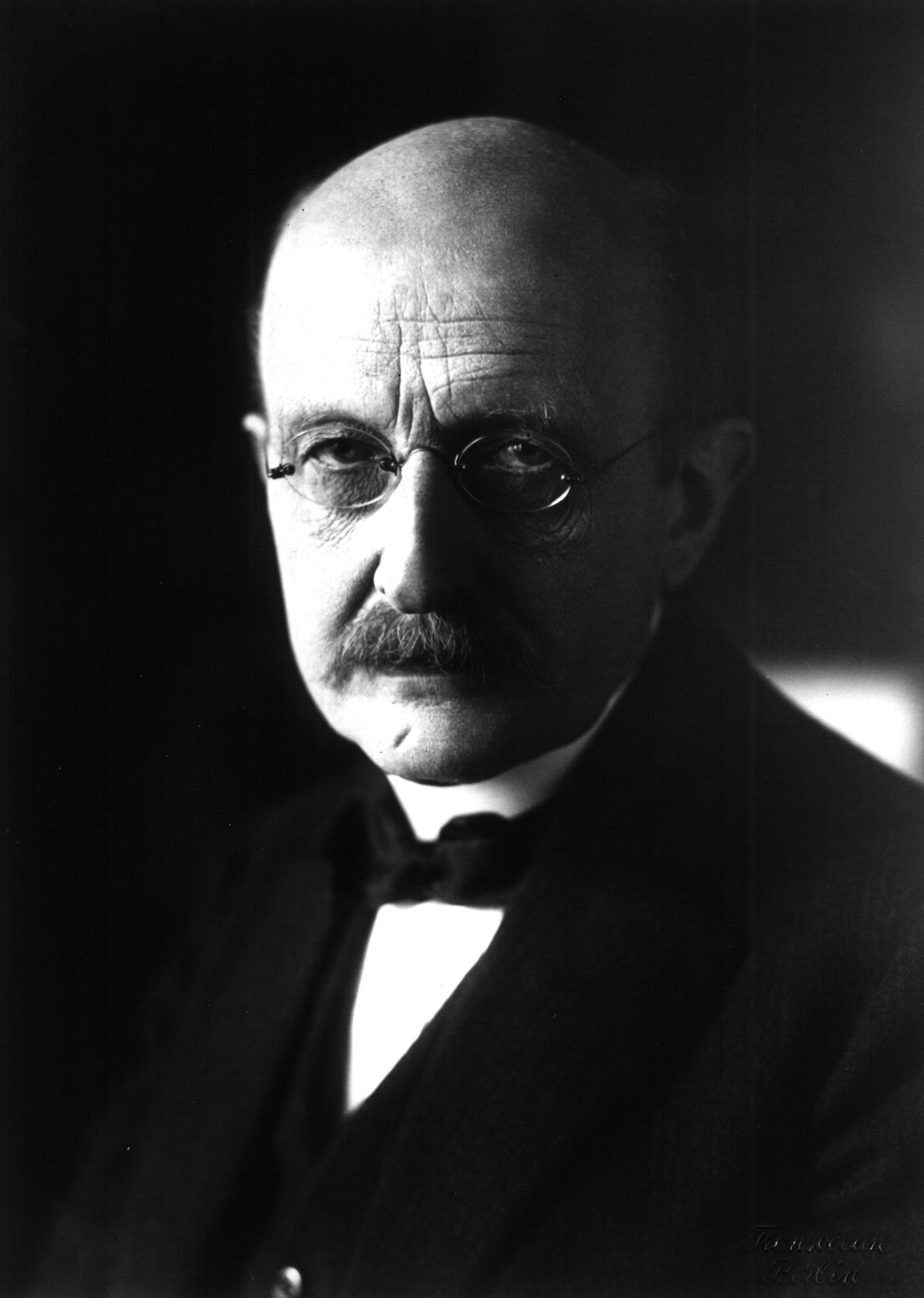
Max Planck.

Existen tres efectos que demuestran el carácter corpuscular de la luz. Según el orden histórico, el primer efecto que no se pudo explicar por la concepción ondulatoria de la luz fue la radiación del cuerpo negro.
Un cuerpo negro es un radiador teóricamente perfecto que absorbe toda la luz que incide en él y por eso, cuando se calienta se convierte en un emisor ideal de radiación térmica, que permite estudiar con claridad el proceso de intercambio de energía entre radiación y materia. La distribución de frecuencias observadas de la radiación emitida por la caja a una temperatura de la cavidad dada, no se correspondía con las predicciones teóricas de la física clásica. Para poder explicarlo, Max Planck, al comienzo del siglo XX, postuló que para ser descrita correctamente, se tenía que asumir que la luz de frecuencia ν es absorbida por múltiplos enteros de un cuanto de energía igual a hν, donde h es una constante física universal denominada: constante de Planck.
{\displaystyle \displaystyle E=h\nu }
En 1905, Albert Einstein utilizó la teoría cuántica recién desarrollada por Planck para explicar otro fenómeno no comprendido por la física clásica: el efecto fotoeléctrico. Este efecto consiste en que cuando un rayo monocromático de radiación electromagnética ilumina la superficie de un sólido (y, a veces, la de un líquido), se desprenden electrones en un fenómeno conocido como fotoemisión o efecto fotoeléctrico externo. Estos electrones poseen una energía cinética que puede ser medida electrónicamente con un colector con carga negativa conectado a la superficie emisora. No se podía entender que la emisión de los llamados «fotoelectrones» fuese inmediata e independiente de la intensidad del rayo. Eran incluso capaces de salir despedidos con intensidades extremadamente bajas, lo que excluía la posibilidad de que la superficie acumulase de alguna forma la energía suficiente para disparar los electrones. Además, el número de electrones era proporcional a la intensidad del rayo incidente. Einstein demostró que el efecto fotoeléctrico podía ser explicado asumiendo que la luz incidente estaba formada de fotones de energía hν, parte de esta energía hν0 se utilizaba para romper las fuerzas que unían el electrón con la materia, el resto de la energía aparecía como la energía cinética de los electrones emitidos:
{\displaystyle {\frac {1}{2}}mv_{\mathrm {max} }^{2}=h(\nu -\nu _{0})}
donde m es la masa del electrón, vmáx la velocidad máxima observada, ν es la frecuencia de la luz iluminante y ν0 es la frecuencia umbral característica del sólido emisor.
La demostración final fue aportada por Arthur Compton que observó como al hacer incidir rayos X sobre elementos ligeros, estos se dispersaban con menor energía y además se desprendían electrones (fenómeno posteriormente denominado en su honor como efecto Compton). Compton, ayudándose de las teorías anteriores, le dio una explicación satisfactoria al problema, tratando la luz como partículas que chocan elásticamente con los electrones como dos bolas de billar. El fotón, corpúsculo de luz, golpea al electrón: el electrón sale disparado con una parte de la energía del fotón y el fotón refleja su menor energía en su frecuencia. Las direcciones relativas en las que salen despedidos ambos están de acuerdo con los cálculos que utilizan la conservación de la energía y el momento.
Otro fenómeno que demuestra la teoría corpuscular es la presión luminosa.

### Teorías cuánticas

Diagrama de Feynman donde se muestra el intercambio de un fotón virtual (simbolizado por una línea ondulada y) entre un positrón y un electrón.

La necesidad de reconciliar las ecuaciones de Maxwell del campo electromagnético, que describen el carácter ondulatorio electromagnético de la luz, con la naturaleza corpuscular de los fotones, ha hecho que aparezcan varias teorías que están aún lejos de dar un tratamiento unificado satisfactorio. Estas teorías incorporan, por un lado, la teoría de la electrodinámica cuántica, desarrollada a partir de los artículos de Dirac, Jordan, Heisenberg y Pauli, y, por otro lado, la mecánica cuántica de de Broglie, Heisenberg y Schrödinger.
Paul Dirac dio el primer paso con su ecuación de ondas que aportó una síntesis de las teorías ondulatoria y corpuscular, ya que siendo una ecuación de ondas electromagnéticas, su solución requería ondas cuantizadas, es decir, partículas. Su ecuación consistía en reescribir las ecuaciones de Maxwell de tal forma que se pareciesen a las ecuaciones hamiltonianas de la mecánica clásica. A continuación, utilizando el mismo formalismo que, a través de la introducción del cuanto de acción hν, transforma las ecuaciones de mecánica clásica en ecuaciones de mecánica ondulatoria, Dirac obtuvo una nueva ecuación del campo electromagnético. Las soluciones a esta ecuación requerían ondas cuantizadas, sujetas al principio de incertidumbre de Heisenberg, cuya superposición representaban el campo electromagnético. 
Gracias a esta ecuación podemos conocer una descripción de la probabilidad de que ocurra una interacción u observación dada, en una región determinada.
Existen aún muchas dificultades teóricas sin resolverse, sin embargo, la incorporación de nuevas teorías procedentes de la experimentación con partículas elementales, así como de teorías sobre el comportamiento de los núcleos atómicos, nos han permitido obtener una formulación adicional de gran ayuda.

### Efectos relativistas
Sin embargo, existían aún algunas situaciones en las que la luz no se comportaba según lo esperado por las teorías anteriores.

#### Luz en movimiento
La primera de estas situaciones inexplicables se producía cuando la luz se emitía, se transmitía o se recibía por cuerpos o medios en movimiento. Era de esperar, según la física clásica, que la velocidad en estos casos fuese el resultado de sumar a la velocidad de la luz, la velocidad del cuerpo o del medio. Sin embargo, se encontraron varios casos en los que no era así:

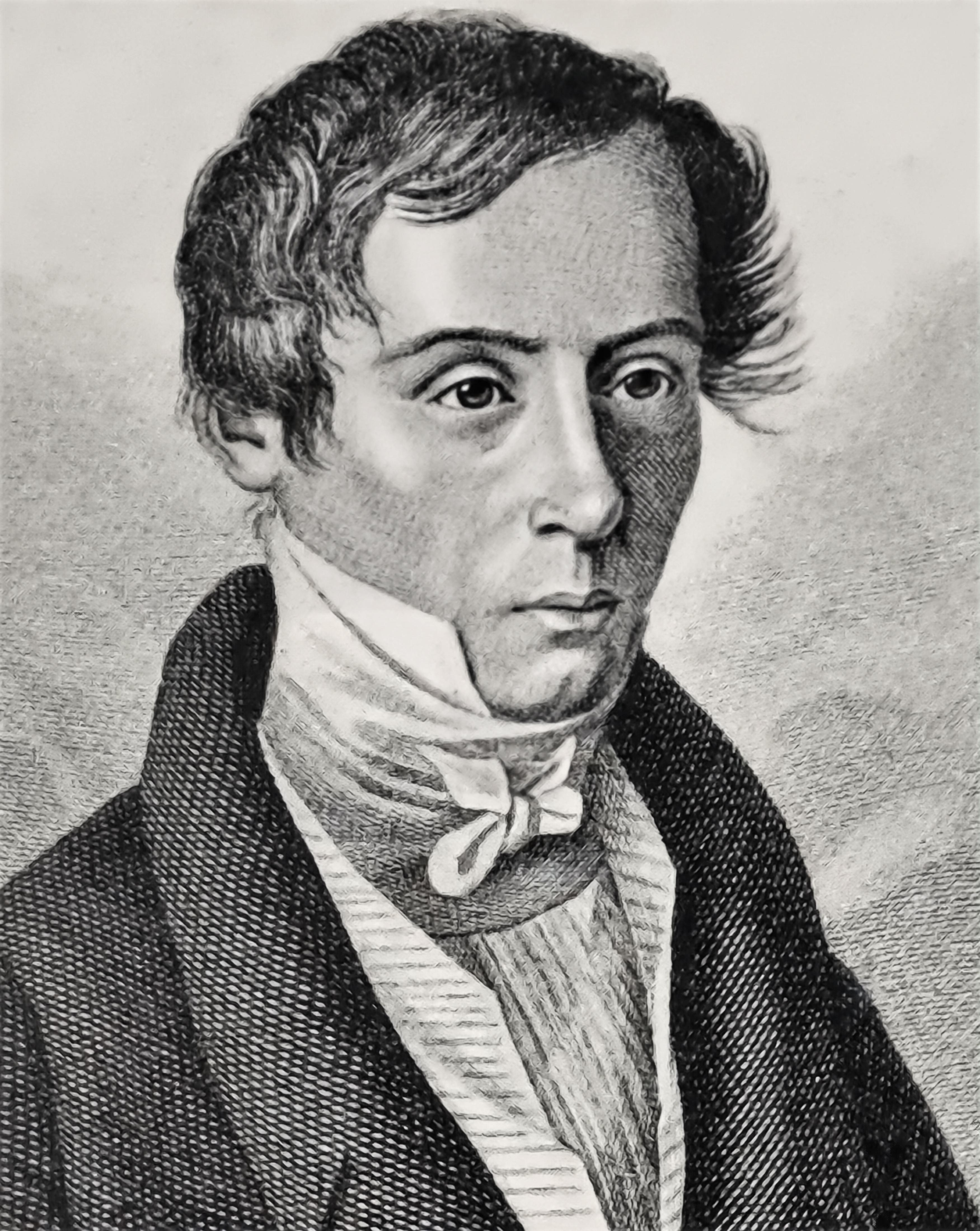
Augustin Fresnel.

En 1818, Augustin Fresnel propuso un experimento para medir la velocidad a la que la luz atravesaba un líquido en movimiento. Para ello, se haría atravesar a la luz una columna de un líquido que fluyese a una velocidad v relativa al observador. Conociendo la velocidad v' a la que se trasmite la luz a través de ese medio, a través del índice de refracción (n), se calculó que la velocidad total de la luz en ese fluido sería:
{\displaystyle \displaystyle v_{t}=v'+v}
Sin embargo, cuando en 1851, el físico francés Hippolyte Fizeau llevó a cabo el experimento, comprobó que la velocidad a la que la luz atravesaba el líquido en movimiento no era la calculada sino:
{\displaystyle v_{t}=v'+v\left(1-{\frac {1}{n^{2}}}\right)}
es decir, que la velocidad del fluido contaba menos en la velocidad final si la velocidad con la que atravesaba la luz ese fluido era mayor.
En 1725, James Bradley descubrió que la posición observada de las estrellas en el firmamento variaba anualmente con respecto a la posición real en un intervalo de 41 segundos de arco. La teoría que propuso para explicarlo fue que esta variación se debía a la combinación de la velocidad de la tierra al rotar alrededor del sol con la velocidad finita de la luz. Gracias a esta teoría fue capaz de calcular la velocidad de la luz de una forma aceptable. Basándose en este efecto, el astrónomo inglés George Airy comparó el ángulo de aberración en un telescopio antes y después de llenarlo de agua, y descubrió que, en contra de sus expectativas, no había diferencia en sus mediciones (la luz no variaba de velocidad a pesar de que el fluido se movía a la velocidad de la tierra).
Teniendo en cuenta este experimento, los físicos estadounidenses Albert Michelson y Edward Morley propusieron un experimento (véase Experimento de Michelson y Morley) para medir la velocidad a la que fluía el éter con respecto a la Tierra. Suponían que el éter se movía en una dirección concreta con una velocidad determinada, por eso, debido a la translación de la Tierra alrededor del Sol habría épocas del año en el que tendríamos una componente de esa velocidad a favor y otras épocas en contra, por lo que supusieron que cuando lo tuviésemos a favor, la velocidad de la luz sería superior y cuando lo tuviésemos en contra sería inferior. Para ello midieron la velocidad de la luz en diferentes estaciones del año y observaron que no había ninguna diferencia. Y lo más curioso: que ni siquiera había diferencias debidas a la propia velocidad de translación de la Tierra (30 km/s).
En 1905, Albert Einstein dio una explicación satisfactoria con su teoría de la relatividad especial, en la que, en su segundo postulado propone que la velocidad de la luz es isótropa, es decir, independiente del movimiento relativo del observador o de la fuente.

#### Distorsiones espectrales

Desplazamiento nebular.

Al comparar el espectro de la luz procedente de algunos cuerpos celestes, con los espectros medidos en el laboratorio de los mismos elementos que los que contienen esos cuerpos, se observa que no son iguales, ya que las líneas espectrales procedentes del espacio están desplazadas hacia posiciones de mayor longitud de onda, es decir, hacia el lado rojo del espectro en lugares de menor energía.
Se han encontrado dos tipos diferentes de desplazamientos de líneas espectrales:
Desplazamiento nebular
Uno, el más común, llamado desplazamiento nebular es un desplazamiento sistemático de los espectros procedentes de las estrellas y galaxias. Edwin Hubble tras estudiar el corrimiento de los espectros de las nebulosas, lo interpretó como el resultado del efecto Doppler debido a la expansión continua del universo. Gracias a esto propuso una fórmula capaz de calcular la distancia que nos separa de un cuerpo determinado analizando el corrimiento de su espectro:
{\displaystyle {\frac {\Delta \lambda }{\lambda }}=1,7\cdot 10^{-9}d}
donde Δλ es la diferencia entre las longitudes de onda del espectro del cuerpo y la esperada, λ es la longitud de onda esperada y d, la distancia en pársecs. 
Desplazamiento gravitacional
El otro, mucho más extraño, se llama desplazamiento gravitacional o efecto Einstein, observado en espectros de cuerpos extremadamente densos. El ejemplo más famoso es el espectro del llamado compañero oscuro de Sirio. La existencia de este compañero fue predicha por Friedrich Bessel en 1844 basándose en una perturbación que observó en el movimiento de Sirio, pero debido a su débil luminosidad, no fue descubierto hasta 1861. Este compañero es una enana blanca que tiene una masa comparable a la del Sol, pero en un radio aproximadamente cien veces menor, por lo que su densidad es inmensa (61 000 veces la del agua). Al estudiarse su espectro, se observa un desplazamiento de 0.3 Å de la línea ß de la serie Balmer del hidrógeno.

#### Teoría de la relatividad general

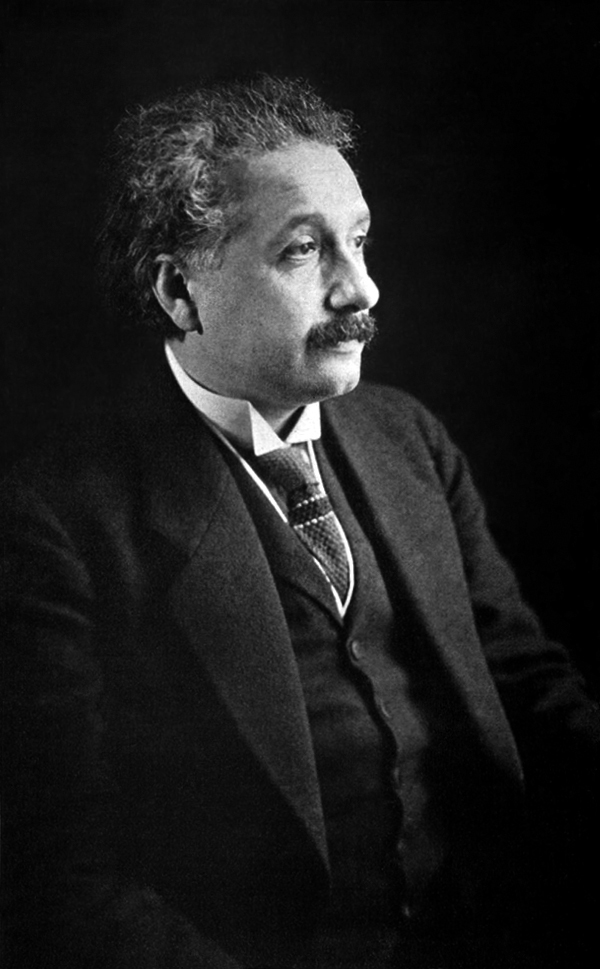
Albert Einstein.

Para que su anterior teoría de la relatividad especial abarcase también los fenómenos gravitatorios, Albert Einstein, entre 1907 y 1915, desarrolló la teoría de la relatividad general. Una de las principales conclusiones de esta teoría es que la gravedad influye en la propagación de la luz, representada en la teoría por el potencial gravitatorio Φ, descrito por:
{\displaystyle \Phi ={\frac {-GM}{R}}}
donde G es la Constante de gravitación universal, M la masa y R la distancia al objeto que genera el campo gravitatorio.
Einstein encontró que la luz, al pasar por un campo gravitatorio de potencial Φ sufría una disminución de su velocidad, según la fórmula:
{\displaystyle c=c_{0}\left(1+{\frac {\Phi }{c_{0}^{2}}}\right)}
donde c0 es la velocidad de la luz sin campo gravitatorio y c es la velocidad con él.
También se ve modificada la frecuencia de la luz emitida por una fuente en un campo gravitatorio
{\displaystyle \nu =\nu _{0}\left(1+{\frac {\Phi }{c_{0}^{2}}}\right)}
lo que explica el desplazamiento gravitacional. Otro ejemplo que confirma experimentalmente este punto de la teoría son las líneas espectrales del sol, que están desplazadas hacia el rojo en un valor de dos millonésimas cuando se comparan con las generadas por los mismos elementos en la Tierra.
Por último, en esta relación entre luz y gravedad, esta teoría predijo que los rayos de luz al pasar cerca de un cuerpo pesado se desviaban en un ángulo α determinado por el efecto de su campo gravitatorio, según la relación:
{\displaystyle \alpha ={\frac {4GM}{c^{2}R}}}
Este punto de la teoría se pudo confirmar experimentalmente estudiando el desvío de la luz que provocaba el sol. Para comprobarlo, los científicos estudiaron la posición de las estrellas del área alrededor del sol aprovechando un eclipse en 1931. Se vio que, como predecía la teoría, estaban desviadas hasta 2.2 segundos de arco comparadas con fotos de la misma área realizadas 6 meses antes.

### Radiación y materia

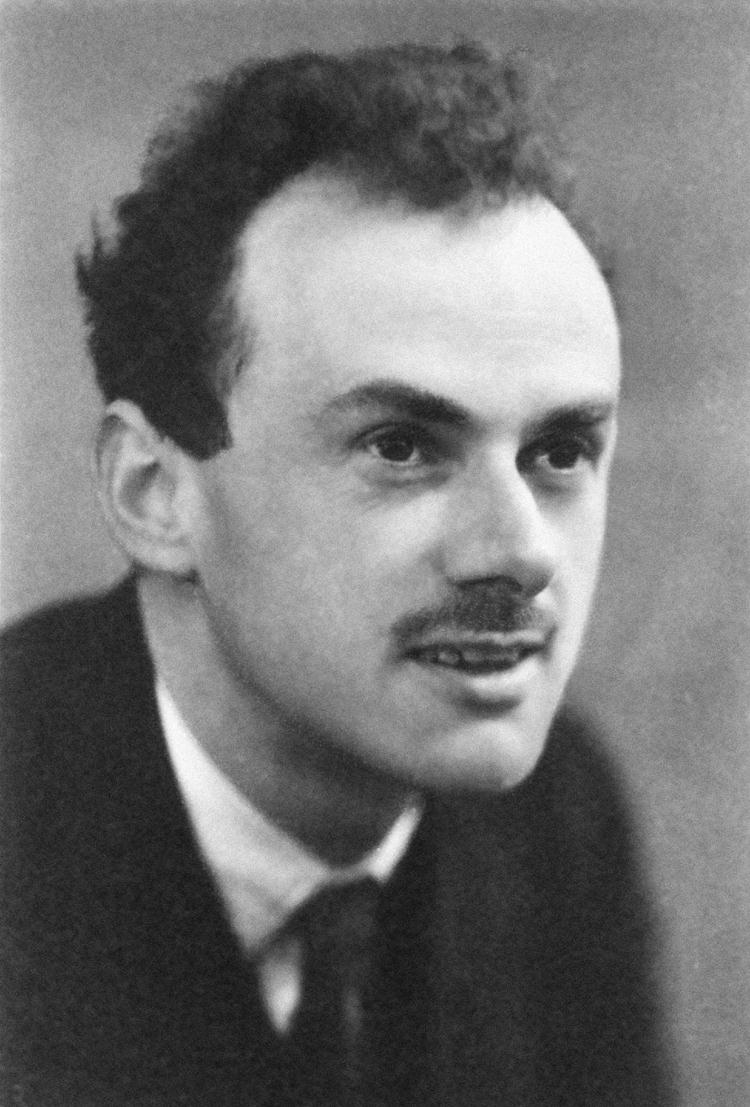
Paul Dirac.

Al formular su ecuación de ondas para un electrón libre, Paul Dirac predijo que era posible crear un par de electrones (uno cargado positivamente y otro negativamente) a partir de un campo electromagnético que vibrase extremadamente rápido. Esta teoría fue rápidamente confirmada por los experimentos de Irene Curie y Frédéric Joliot y por los de James Chadwick, Stuart Blackett y Giuseppe Occhialini al comparar el número de electrones con carga negativa y el número de electrones con carga positiva (estos últimos llamados positrones) desprendidos por los rayos γ de alta frecuencia al atravesar delgadas láminas de plomo y descubrir que se obtenía la misma cantidad de unos que de los otros.
Pronto se encontraron otras formas de crear pares positrón-electrón y hoy en día se conocen una gran cantidad de métodos:
- Haciendo chocar dos partículas pesadas.
- Haciendo pasar a un electrón a través del campo de un núcleo atómico.
- La colisión directa de dos electrones.
- La colisión directa de dos fotones en el vacío.
- La acción del campo de un núcleo atómico sobre un rayo γ emitido por el mismo núcleo.

También ocurre el proceso en sentido contrario: al colisionar un electrón y un positrón (ellos solos tienden a juntarse, ya que tienen cargas eléctricas opuestas), ambos se aniquilan convirtiendo toda su masa en energía radiante. Esta radiación se emite en forma de dos fotones de rayos γ dispersados en la misma dirección, pero diferente sentido.
Esta relación entre materia-radiación, y viceversa (y sobre todo la conservación de la energía en esta clase de procesos) está descrita en la famosa ecuación de Albert Einstein:
{\displaystyle \displaystyle E=m\,c^{2}}
enmarcada en la teoría de la relatividad especial y que originalmente formuló así:

Si un cuerpo de masa m desprende una cantidad de energía E en forma de radiación, su masa disminuye E / c²
 Albert Einstein en Zur Elektrodynamik bewegter Körper. 

### Teorías de campo unificado
Actualmente, se busca una teoría que sea capaz de explicar de forma unificada la relación de la luz, como campo electromagnético, con el resto de las interacciones fundamentales de la naturaleza. Las primeras teorías intentaron representar el electromagnetismo y la gravitación como aspectos de la geometría espacio-tiempo, y aunque existen algunas evidencias experimentales de una conexión entre el electromagnetismo y la gravitación, solo se han aportado teorías especulativas.

## Espectro electromagnético
El espectro electromagnético está constituido por todos los posibles niveles de energía que la luz puede tener. Hablar de energía es equivalente a hablar de longitud de onda; así, el espectro electromagnético abarca también todas las longitudes de onda que la luz pueda tener, desde miles de kilómetros hasta femtómetros. Ese es el motivo de que la mayor parte de las representaciones esquemáticas del espectro suelan tener escala logarítmica.
El espectro electromagnético se divide en regiones espectrales, clasificadas según los métodos necesarios para generar y detectar los diversos tipos de radiación. Por eso estas regiones no tienen unos límites definidos y existen algunos solapamientos entre ellas.

### Espectro visible
De todo el espectro, la porción que el ser humano es capaz de ver es muy pequeña en comparación con las otras regiones espectrales. Esta región, denominada espectro visible, comprende longitudes de onda desde los 380 nm hasta los 780 nm. El ojo humano percibe la luz de cada una de estas longitudes de onda como un color diferente, por eso, en la descomposición de la luz blanca en todas sus longitudes de onda, por prismas o por la lluvia en el arco iris, el ojo ve todos los colores.